# Sojuz 20
Sojuz 20 byla bezpilotní kosmická loď SSSR z roku 1975, která absolvovala dlouhodobý let kolem Země a připojení k orbitální stanici Saljut 4. Podle katalogu COSPAR dostala označení 1975-106A.

## Průběh letu
Po řadě letů Sojuzů s posádkou byl na oběžnou dráhu vyslán tento Sojuz bez posádky. Start byl proveden z kosmodromu Bajkonur v Kazachstánu s pomocí rakety Sojuz. Loď se dostala na dráhu 177 – 251 km nad povrchem Země, poté byly provedeny pokynem ze Země korekce dráhy na vyšší s parametrem 342 – 350 km. S pomocí automatiky se připojila k orbitální stanici Saljut 4, kde v tu dobu již žádná posádka nepracovala. V kabině lodi bylo mnoho drobných biologických objektů, mušky, želvy, rostliny. Po 91 dnech letu se loď na příkaz řídícího střediska na Zemi odpojila a dne 16. února 1976 její kabina na padácích přistála na území SSSR. U orbitální stanice Saljut 4 to byla poslední připojená loď, rok po jejím odletu stanice zanikla.